# Dévidoir
Un dévidoir ou aspe est un mécanisme formé d'une bobine tournant autour d'un axe sur lequel on enroule un fil, un tuyau souple, etc. Il permet de stocker le corps souple pour le dérouler facilement.
Il est utilisé :
- dans le textile pour faire des pelotes de laine ou dévider les cocons de soie[1] ;
- par les pompiers pour enrouler les tuyaux d'incendie ;
- par les jardiniers pour les tuyaux d'arrosage ;
- en bureautique pour stocker un ruban adhésif transparent (scotch).

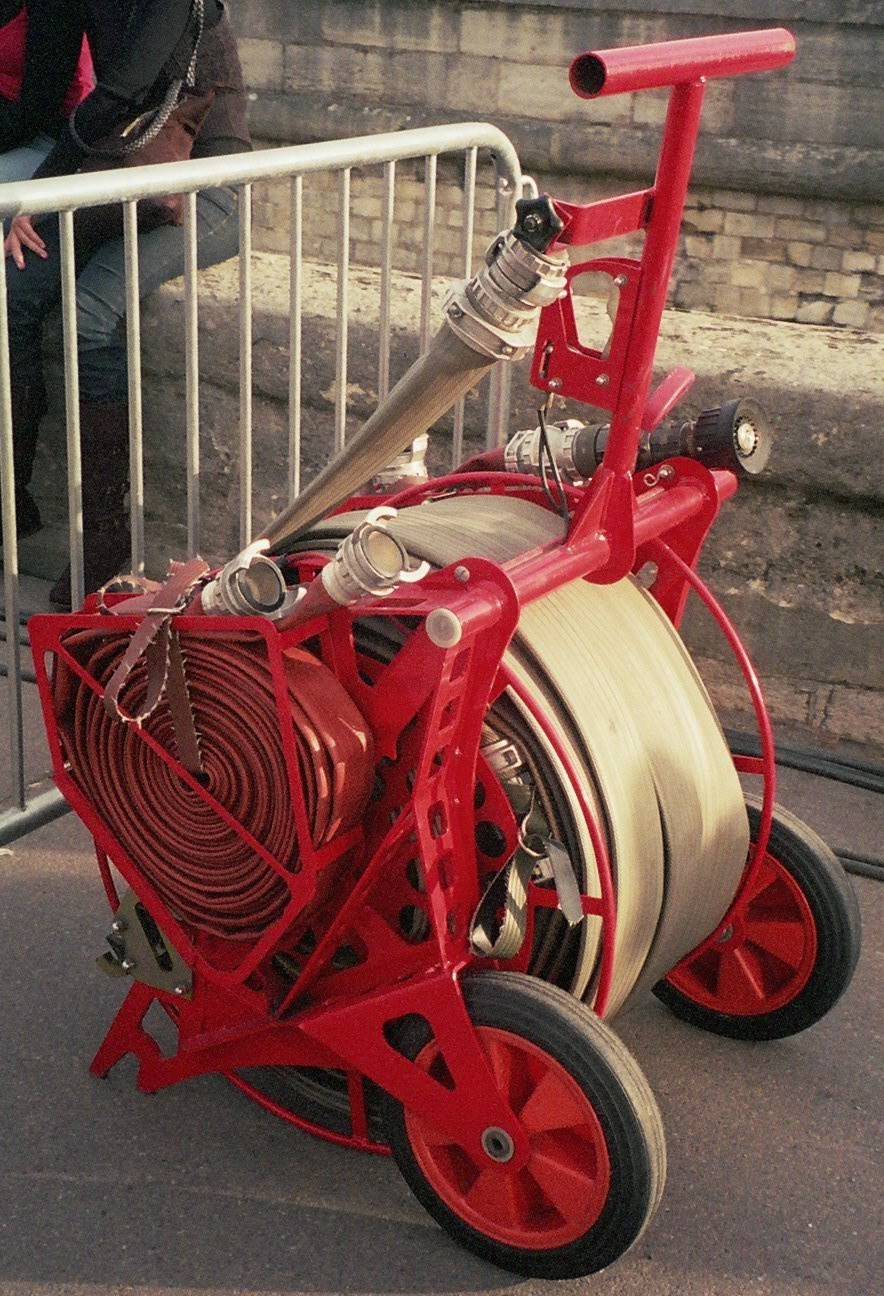
Dévidoir pour tuyau de 70.
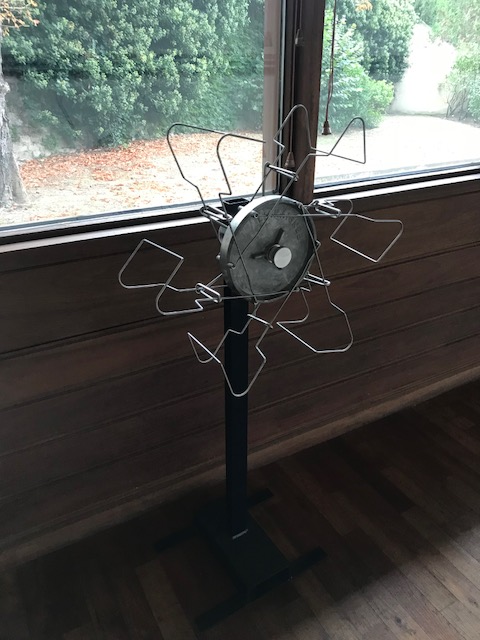
Dévidoir à laine.